# NGC 4447
NGC 4447 este o liner situată în constelația Părul Berenicei. A fost descoperită în 17 aprilie 1887 de către Lewis A. Swift.